# ملعب أحمد البصيري
ملعب أحمد البصيري هو ملعب في بنزرت ، تونس تبلغ سعته 2000 متفرج. كان مقر النادي الرياضي البنزرتي من الرابطة التونسية المحترفة الأولى حتى ملعب 15 أكتوبر الذي افتتح في عام 1985. خلال كأس الأمم الإفريقية 1965، استضاف مباراة واحدة.